# Erlachsee (Karlsruhe)
Der Erlachsee ist ein unter Naturschutz stehender künstlicher See im Naturraum Nördliches Oberrheintiefland im Süden von Karlsruhe in Baden-Württemberg. Er liegt im Oberwald im Einzugsbereich der Kinzig-Murg-Rinne. Das Naturschutzgebiet Erlachsee weist Flachwasserzonen und Röhrichtbestände auf und beherbergt viele teils geschützte Tier- und Pflanzenarten.

## Geographie
Das rund 16,4 Hektar große Gebiet liegt im Karlsruher Oberwald im Stadtteil Durlach. Es umfasst einen künstlich angelegten See sowie einen umgebenden Erlen-Eschenwald.

## Steckbrief Naturschutzgebiet
Das Gebiet wurde per Verordnung am 30. November 1983 als Naturschutzgebiet ausgewiesen und wird unter der Schutzgebietsnummer 2.066 beim Regierungspräsidium Karlsruhe geführt. Es hat eine Fläche von rund 16,4 Hektar und ist in die IUCN-Kategorie IV, ein Biotop- und Artenschutzgebiet, eingeordnet. Die WDPA-ID lautet 81619 und entspricht dem europäischen CDDA-Code und der EUNIS-Nr.
Der wesentliche Schutzzweck (§ 3) „ist die Erhaltung, Sicherung und Entwicklung eines künstlich angelegten Sees mit Flachwasserzonen und Röhrichtbeständen als Lebensraum von bedrohten Tier- und Pflanzenarten.“
Das Naturschutzgebiet ist Teilgebiet des Fauna-Flora-Habitats „Oberwald und Alb in Karlsruhe“ (Nr. 7016-343) mit einer Fläche von 599,1 Hektar. Es ist somit Teil des Natura-2000-Netzwerks.

## Geschichte
Der Baggersee Erlachsee entstand durch Ausbaggerungen in den 1930er Jahren für den Bau der Reichsautobahn. In den Jahren 1969 und 1970 wurden in dem Gebiet im Zuge der Bauarbeiten der Südtangente erneut Kies abgebaut. Das Gebiet wurde anschließend unter Naturschutzaspekten rekultiviert. Heute hat der See eine Tiefe von bis zu zwölf Metern. Das Gebiet ist eingezäunt.
2011 wurde eine schwimmende Plattform vom Technischen Hilfswerk aus dem See geborgen. Die Plattform diente als Brutinsel für seltene Vogelarten. Aufgrund eines Lecks war diese zuvor gesunken und Styropor, das ursprünglich dem Auftrieb diente, drohte auszutreten und das Gebiet zu verschmutzen.

## Flora und Fauna
In dem Naturschutzgebiet finden sich viele teils geschützte Tier- und Pflanzenarten. So bilden die kiesbeschichteten Inseln Brutplätze für den Flussregenpfeifer. Für rastende Zugvögel ist das Gebiet wichtig, da die unterschiedlich tief gelegenen Flachwasserebenen besonders attraktive Nahrungsflächen darstellen. Des Weiteren stellt der See ein Überwinterungsgebiet für Tauch- und Schwimmenten dar.